# Jabłonów (rejon turczański)
Jabłonów (ukr. Яблунів) – wieś nad Stryjem na Ukrainie, w obwodzie lwowskim, w rejonie samborskim (wcześniej w rejonie turczańskim). Liczy około 360 mieszkańców. Pierwsze wzmianki o miejscowości pochodzą z 1563 r.
W 1880 r. wieś liczyła około 530 mieszkańców, a w 1921 r. około 618 mieszkańców. W okresie międzywojennym w granicach Polski, wchodziła w skład powiatu turczańskiego.
W 1992 r. na tutejszym cmentarzu pochowano ekshumowane w okolicach Boryni zwłoki Wasyla Mizernego.

## Ważniejsze obiekty
- Cerkiew greckokatolicka z 1838 r.